# Châtelaudren
Châtelaudren (bretonisch: Kastellaodren) ist eine Ortschaft und eine Commune déléguée in der französischen Gemeinde Châtelaudren-Plouagat mit 979 Einwohnern (Stand: 1. Januar 2022) im Département Côtes-d’Armor in der Region Bretagne. 
Die Gemeinde Châtelaudren wurde mit Wirkung vom 1. Januar 2019 mit Plouagat zur Commune nouvelle Châtelaudren-Plouagat fusioniert. Sie gehörte zum Arrondissement Guingamp und zum Kantons Plélo. 

## Geographie
Châtelaudren liegt etwa 15 Kilometer von der Meeresküste entfernt. Umgeben wird Châtelaudren von der Gemeinde Plélo im Nordosten und von Plouvara im Südosten.

## Bevölkerungsentwicklung
| Jahr      | 1962  | 1968  | 1975 | 1982 | 1990 | 1999 | 2008  | 2012 |
| --------- | ----- | ----- | ---- | ---- | ---- | ---- | ----- | ---- |
| Einwohner | 1.125 | 1.128 | 988  | 973  | 947  | 921  | 1.037 | 995  |

## Sehenswürdigkeiten
Die Kirche Notre-Dame du Tertre aus dem 15. bis 17. Jahrhundert ist seit 1907 als Monument historique klassifiziert.

## Gemeindepartnerschaften
Mit der deutschen Gemeinde Lenggries in Bayern besteht eine Partnerschaft.